# Язык животных
Язык животных, общение животных — совокупность способов обмена информацией между животными.
В. П. Морозов отмечает, что долгое время термин был условен и биологами писался в кавычках, однако работы Дж. Хаксли, Л. Коха, Дж. Лилли, Р. Бюснеля, В. Р. Протасова, В. Д. Ильичёва, Л. А. Фирсова, Л. В. Крушинского и других учёных это изменили.
Язык животных задействует много каналов связи — зрительный, обонятельный, слуховой. Важнейшей особенностью является его эмоциональный характер. Элементы этого языка представляют собой экспрессивные возгласы вроде «Внимание!», «Опасность!», «Спасайтесь!», «Поберегись!», «Убирайся прочь!». Другой важной чертой языка животных является зависимость алфавита сигналов от ситуации. Многие животные имеют в алфавите лишь 10 — 20 звуковых сигналов, но с помощью них передаётся значительно большее количество информации — в зависимости от ситуации. Смысловое значение большинства сигналов носит вероятностный характер в зависимости от ситуации. Этим язык животных схож с языком эмоций человека. Однако сигналы животных всегда очень конкретны и сигнализируют об определённой обстановке или состоянии. В этом их принципиальное отличие от речи человека.

## Каналы связи

### Язык поз и телодвижений
Важную роль в обмене информацией играет язык поз и телодвижений, а в нём самом — хвост и уши. Их многочисленные положения говорят о более тонких оттенках настроений и намерений хозяина.

### Язык запахов
Важнейшим элементом языка животных является язык запахов. У многих видов есть специальные запаховые железы, которые выделяют специфические для данного вида сильнопахнущие вещества, следы которых животное оставляет на местах своего пребывания и таким образом метит границы своей территории.

### Звуковой язык
Звуковой язык имеет ряд преимуществ над двумя другими. Он позволяет животным общаться, не видя друг друга (что нужно для языка поз и телодвижений) или находясь на далёком расстоянии. Использование птицами звуковых сигналов в густых зарослях позволяет им общаться, хотя видеть друг друга они не могут.

## Язык рыб
Рыбы не являются «немыми»: ставрида издаёт звуки, похожие на лай, рыба-барабанщик — барабанный бой, а морской налим умеет выразительно урчать и хрюкать. Морской петух в случае опасности издаёт каскад кудахтающих звуков, и к нему присоединяются другие рыбы, убегающие от врага.
Рыбы скрипят пузырями, жаберными крышками, скрежещут зубами, щёлкают костяшками.
При этом сила звука некоторых морских рыб очень велика и приводила к взрыву акустических мин во время Второй мировой войны. На реке Укаяли (приток Амазонки) рыбы буквально поют.
В лексиконе многих рыб В. Р. Протасов выделяет три типа агрессивных сигналов:
- угроза — как предупреждение сильного слабому;
- предупреждение — даётся сильному от слабого;
- боевой клич — используется во время драк.

Есть и сигнал опасности, специфичный для каждого вида. Также очень разнообразны нерестовые звуки рыб, используемые самцами для привлечения самок к местам икрометания; они, как правило, разносятся далеко.

## Язык птиц

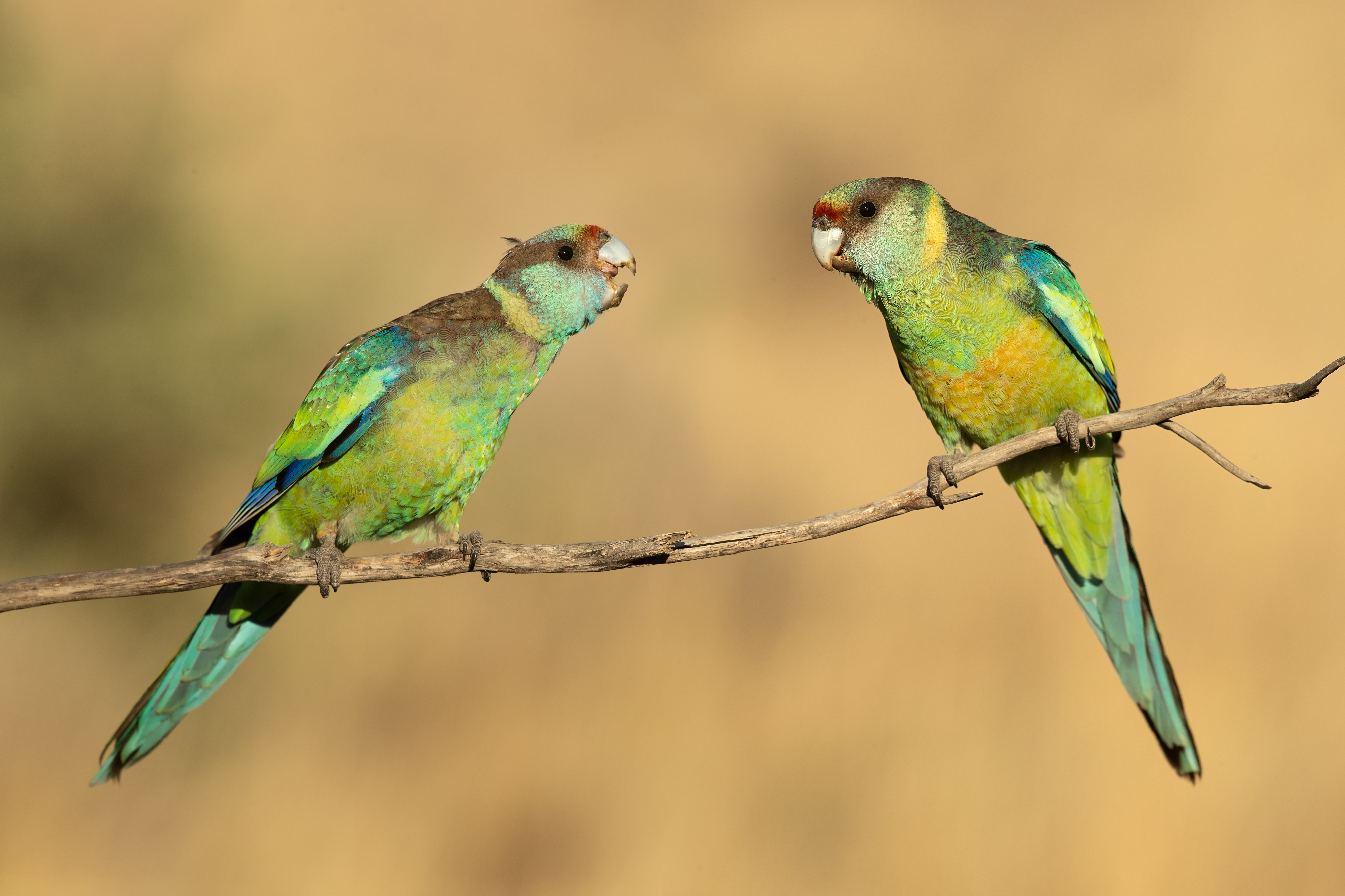
Воротничковые попугаи

Звуковые сигналы имеют в жизни птиц исключительно важное значение. Ими обеспечиваются охрана своей территории от вторжения чужаков (то есть, по сути, обеспечение пищевых ресурсов), привлечение самки для выведения потомства, убережение сородичей и птенцов от грозящей опасности. В языке птиц насчитываются десятки звуковых сигналов (бедствия, предостережения, пищевые, ухаживания, спаривания, агрессивные, стайные, гнездовые и так далее).
Хищные птицы (орлы, совы) широко используют щёлкание клювом в качестве сигнала угрозы. Для белого аиста эти звуки практически заменили голосовое общение. Звуки могут также издаваться вибрацией от тока встречного воздуха рулевых хвостовых перьев (как у бекаса, звук, напоминающий блеяние барашка) или при хлопаньи крыльев.
Птичья песня иногда имеет широкий смысл и понимается другой птицей по ситуации. Одна и та же песня в период размножения может служить сигналом привлечения самки, а в период высиживания птенцов — сигналом занятости территории. Сигнальное значение несут не все элементы песни; часто фразы прибавляются для самовыражения птицы.

## Язык хищных
Хоровые пения замечаются у гиен, волков, шакалов и других стайных животных.

## Язык обезьян
Эмоциональное значение голосовых звуков обезьян практически полностью совпадает с человеческим. В обезьяньем языке также имеется много звуковых элементов, сходных по звучанию с фонетическими элементами человеческой речи.
Обучение обезьян человеческой речи не увенчалось успехом. Но не потому, что у обезьян недостаточен интеллект, а потому, что их голосовой аппарат (включая центры управления им в мозге) имеет другое строение и не приспособлен для воспроизведения сложных звукосочетаний человеческой речи. Зато обезьяны могут научиться зрительным сигналам (например, жестовому языку), как шимпанзе Уошо.
Уошо была воспитана американскими зоопсихологами-супругами Аленом и Беатрис Гарднер и за несколько месяцев овладела несколькими десятками знаков-слов, а в дальнейшем — около 300. Своим словарным запасом она пользовалась творчески, например, желание открыть холодильник и есть выражалось такими знаками: «открытый холодный ящик — есть — пить». Множество фраз было составлено самой Уошо, вроде «дай мне щекотку» — «пощекочи меня». Выражение неприязни к другим происходит через слово «грязный». Утку Уошо предпочла называть «птица-вода», а не специализированным словом.
Первый детёныш Уошо умер вскоре после рождения. Мать долго сидела около него, спрашивая знаками «бэби», «бэби» в ожидании ответа. Вскоре у неё родился новый детёныш Секвойя, которого, по замыслу экспериментаторов, Уошо должна научить языку жестов.
Горилла Коко, обучаемая амслену американской исследовательницей Ф. Паттерсон, быстро освоила 375 знаков и выражала посредством их не только бытовые потребности, но и сложные ощущения и эмоции. Ей были известны такие абстрактные понятия, как «скука», «воображение», прошедшее и будущее время.
Эрнст фон Глазерсфельд (1917—2010) и Сью Саваж-Румбау разработали искусственный язык знаков Йеркиш, предназначенный для общения приматов с человеком. Шимпанзе Лана (р.1970, первый носитель Yerkish), изучившая около 60 лексиграмм этого языка на ЭВМ, может при помощи клавиатуры составить фразы с просьбой включить кинопроектор, чтобы посмотреть фильм из жизни обезьян, включить магнитофон и так далее. Обезьяны творчески подходят к использованию своего словарного запаса.
Шимпанзе Сара выкладывала предложения из пластиковых фигур-слов «по-китайски» — сверху вниз.
Хоровые пения отмечаются и у обезьян. Во Франкфуртском зоопарке в 1974 году две пары сиамангов (пара самцов и пара самок) очень любили петь квартетом.